# Haplolabida marojejensis
Haplolabida marojejensis là một loài bướm đêm trong họ Geometridae.